# مرا لا نبا
مرا لا نبا (به اسپانیایی: Móra la Nova) یک شهرستان در اسپانیا است که در تاراگونا واقع شده‌است.

## خصوصیات
مرا لا نبا ۱۵٫۹ کیلومترمربع مساحت و ۳٬۲۳۸ نفر جمعیت دارد و ۳۱ متر بالاتر از سطح دریا واقع شده‌است.